# Rangu
Rangu – wieś w Estonii, prowincji Rapla, w gminie Märjamaa. W 2000 roku była zamieszkiwana przez 109 osób.